# Eiji Hirata
Eiji Hirata (平田 英治 Hirata Eiji?, nacido el 16 de mayo de 1966) es un futbolista japonés que se desempeña como delantero.

## Trayectoria

### Clubes
| Club                  | País            | Año         |
| --------------------- | --------------- | ----------- |
| Sanfrecce Hiroshima   | Japón           | 1989 - 1992 |
| SK Benešov            | República Checa | 1993 - 1994 |
| Yamaguchi Teachers    | Japón           | 1994        |
| Otsuka Pharmaceutical | Japón           | 1995 - 1998 |